# Wendy Robie
 (octobre 2023).
Si vous disposez d'ouvrages ou d'articles de référence ou si vous connaissez des sites web de qualité traitant du thème abordé ici, merci de compléter l'article en donnant les références utiles à sa vérifiabilité et en les liant à la section « Notes et références ».
Wendy Robie, née le 6 octobre 1953 à Cincinnati (Ohio), est une actrice américaine. Elle est principalement connue pour son rôle de Nadine Hurley dans la série Twin Peaks.

## Carrière
En 1990, Wendy Robie est révélée grâce à son premier rôle, la borgne dans les deux premières saisons de la  série télévisée Twin Peaks. Elle apparaît dans 22 épisodes. Néanmoins, son rôle est coupé dans le film Twin Peaks: Fire Walk with Me pour lequel elle a tourné des scènes.
En 1991, elle obtient le rôle principal du film d'horreur Le Sous-sol de la peur (The People Under The Stairs) de Wes Craven. Elle incarne une psychopathe au côté d'Everett McGill, qui n'est d'autre que Ed Hurley dans Twin Peaks où il jouait déjà son mari.
Il s'agit de ses rôles les plus connus auprès du public. Elle alterne des apparitions dans des séries télévisées connues telles que Alerte à Malibu, des téléfilms ou bien des séries B tels que Le Dentiste 2 ou bien Un vampire à Brooklyn de Wes Craven.
Elle s'est fait de plus en plus rare à partir de 2008. En 2017, elle reprend son rôle le plus iconique, Nadine Hurley, dans la saison 3 de Twin Peaks.

## Filmographie

### Séries télévisées
- 1990-1991 : Twin Peaks : Nadine Hurley (22 épisodes)
- 1991 : Alerte à Malibu (saison 2, épisode 7) : June Reed
- 1992 : Code Quantum (saison 5, épisode 9) : Mrs. Takins
- 1994 : Ultraman: The Ultimate Hero (saison 1, épisode 6)
- 1994 : Viper (saison 1, épisode 6) : L'infirmière
- 1994 : Star Trek: Deep Space Nine (saison 3, épisode 15) : Ulani
- 1995 : Sister, Sister (saison 3, épisode 11) : Mrs. Cathcart
- 1996 : Dark Skies : L'Impossible Vérité (saison 1, épisode 9) : Kate Balfour
- 1998 : C-16: FBI (saison 1, épisode 8) : Harriet Anderson
- 2000 : La Vie à cinq (saison 6, épisode 10) : Elaine
- 2000 : Any Day Now (saison 2, épisode 21) : Trish
- 2000 : Les Sept Mercenaires (saison 2, épisode 10) : Nun
- 2017 : Twin Peaks (saison 3) : Nadine Hurley

### Téléfilms
- 1994 : La Dernière Chance d'Annie (A Place for Annie) de John Gray : Docteur Horton
- 1998 : Obsession fatale (Devil in the Flesh) de Steve Cohen : Principale Joyce Saunders
- 2000 : Romeo and Juliet de Colin Cox : Prince
- 2001 : Le Bateau des ténèbres (Lost Voyage) de Christian McIntine : Marie Burnett

### Cinéma
- 1991 : Le Sous-sol de la peur (The People Under the Stairs) de Wes Craven : La Femme
- 1992 : Twin Peaks: Fire Walk with Me de David Lynch : Nadine Hurley (scènes coupées, incluses dans Twin Peaks: The Missing Pieces)
- 1995 : Un vampire à Brooklyn (Vampire in Brooklyn) de Wes Craven: La fanatique au commissariat
- 1996 : L'Ombre blanche de John Gray : Melanie Sardes
- 1998 : Le Dentiste 2 (The Dentist 2) de Brian Yuzna : Bernice
- 2001 : The Attic Expeditions de Jeremy Kasten : Dr. Thalama
- 2008 : Were the World Mine de Tom Gustafson : Miss Tebbit